# Дмитрий Комаровски
Граф Дмитрий Егорович Комаровски (1837 – 1901) е руски военачалник, генерал от пехотата (1900), произхождащ от графско семейство.

## Биография
Син е на действителния държавен съветник граф Егор Евграфович Комаровски (1803 – 1875) от брака му със София Владимировна Веневитинова (1808 – 1877). Внук е по бащина линия на генерал-адютант граф Е. Ф. Комаровски и е племенник по майчина линия на поета Д. В. Веневитинов.
Започва службата си през 1851 г. в Измайловския лейб-гвардейски полк, след което е преместен в новосформирания Първи гвардейски стрелкови батальон. През 1855 г. участва в Кримската война. През 1856 г. е повишен в прапорщик, през 1857 г. – в подпоручик, през 1859 г. – в лейтенант. През 1861 г., след завършване на Николаевската военна академия, той е повишен в щаб-капитан на Генералния щаб. През 1862 г. става капитан. От 1863 г. участва в потушаването на полското въстание. През 1866 г. е произведен в чин полковник. От 1870 г. е командир на 10-ия пехотен полк „Нюингерманланд“.
През 1877 г. е произведен в генерал-майор с назначаването за командир на 2-рата бригада на 3-тата пехотна дивизия. Участник е в Руско-турската война, за храброст в тази дружина през 1879 г. е награден със Златна Георгиевска сабя. От 1889 г. е командир на 2-рата бригада на 10-тата пехотна дивизия.
През 1890 г. е произведен в генерал-лейтенант с назначаването за началник на 7-ата и 8-ата пехотни дивизии. От 1894 г. е началник на 3-тата гвардейска пехотна дивизия. През 1896 г. е награден с орден на „Белия орел“.
Командир е на 4-тия армейски корпус от 1897 г. и на 15-ия армейски корпус от 1899 г. През 1900 г. е произведен в генерал от пехотата.
Отрядът на Дмитрий Егорович Комаровски декември 1877 – януари 1878 г. освобождава град Пирдоп, село Лъжене и Копривщица.

## Семейство
Съпругата му (от 8 февруари 1887) е Емилия Николаевна Мартинова (1860 – 23 март 1918), дъщеря на Николай Соломонович Мартинов, убил М. Ю. Лермонтов в дуел, и съпругата му София Йосифовна Проскур-Сущанская. Според съвременник генерал Комаровская е изиграла видна роля във Варшава по време на губернаторството там на княз А. К. Имеретински. Овдовяваща, през 1911 г. се омъжва за генерал от кавалерията В. И. Гурко. Умира в изгнание в Париж. Има две деца:
Георги (5 април 1889 – 1918), роден във Варшава, възпитаник на Александровския лицей (1902), служил в Държавната канцелария, убит през 1918 г.
Ксения (15 януари 1891 – 1939), родена във Варшава, прислужница на съда (18 април 1910), омъжена за Николай Борисович Обухов.